# Calltouch
Calltouch — российская компания, разработчик сервиса веб-аналитики на базе технологии call tracking, сервиса сквозной аналитики и управления рекламой. Один из лидеров рейтинга Technology Index 2019 от AdIndex в категории «сквозная аналитика».

## История компании
Основана Михаилом Федорининым в 2012 году, первые инвестиции — 0,5 млн руб., большая часть из которых пошла на зарплату сотрудникам. Сервис запущен 2013 году, к этому моменту инвестиции составили 3 млн руб..
В сентябре 2015 года компания приобрела систему автоматизации бизнес-аналитики RO!RS за 20 млн руб., на основе поглощённого стартапа планировалось создание комплексного монитора бизнес-эффективности, а совместный продукт должен был отображать метрики по объёму инвестиций, заключенным сделкам, выручке, убыткам, конверсии сайта, а также работе колл-центра и менеджеров по продажам, отделов закупок и клиентского сервиса. Инвесторы почти сразу столкнулись с рядом проблем в развитии проекта, который в итоге пришлось заморозить.  
24 сентября 2020 года Calltouch была продана компании «Манго Телеком». Из состава акционеров вышли Михаил Федоринин и группа компаний Kokoc Group. 
В апреле 2022 года Calltouch вышел на рынок Казахстана. 

## Функции сервиса
В 2014 году в сервисе внедрен функционал: виджет обратного звонка на сайте, интеграции с CRM-системами и рекламными площадками.
В 2015 году разработан автоматический оптимизатор расходов на контекстную рекламу. В 2016 году компания на базе технологии Yandex.SpeechKit запустила сервис Predict, способный оптимизировать рекламу по телефону, автоматически определяя результат звонка. 
В 2018 году командой Calltouch был запущен сервис сквозной аналитики и доступный тариф для малого и среднего бизнеса, появились виртуальная АТС, определение пола по голосу и обновлены виджеты.  
В 2019 году Calltouch запустили речевую аналитику (на базе Tinkoff VoiceKit), промо-лендинги, сбор заявок из ВКонтакте и Facebook, а также провели отраслевую конференцию Callday 2019 на 3 000 человек.  
В 2020 году появились отчёты для аналитики, среди которых когортный анализ и плановые метрики. 
В 2022 году Calltouch выпустил платформу для увеличения продаж Calltouch Лидс и собственный онлайн-чат. 

## Финансовые показатели
Выручка сервиса в 2014 году составила 50 млн рублей, а рентабельность по чистой прибыли — 10%. Структура затрат: оплата труда программистов и колл-центра (около 35% расходов), оплата телефонных номеров (25%), содержание офиса (10%), разработка (10%) и маркетинг (10%). В 2015 году выручка компании достигла 150 млн рублей.
По итогам 2019 года выручка компании составила 700 млн. рублей.